# Villum Berregaard
Villum Berregaard (født 2. januar 1717 på Antvorskov Slot – død 1. december 1769 i København) var en dansk godsejer, gehejmeråd, amtmand og højesteretsassessor. Han var far til Frederik Berregaard (til Kølbygård).
Han var en søn af konferensråd og amtmand Christian Berregaard til Kølbygård, Borreby, Eskilstrup m.v. og Jytte f. Worm, blev 1736 hofjunker og tilforordnet i Kammerkollegiet, 1739 justitsråd, 1741 amtmand i Korsør og Antvorskov Amter, 1745 etatsråd, 1749 konferensråd, samme år kammerherre, 1751 deputeret i Admiralitets- og Kommissariatskollegiet, 1753 tilforordnet i Højesteret, 1759 direktør for «de fattiges Væsen», fik 1761 ordenen l'union parfaite, blev 1763 deputeret i Økonomi- og Kommercekollegiet, samme år Ridder af Dannebrog, 1767 1. kommissarius i Ekstraskattekommissionen, samme år gehejmeråd og 1769 justitiarius i Højesteret, men døde 1. december samme år. Han var medlem af Kommissionen til Lovens Revision og af Kommissionen til Landvæsenets Forbedring indtil 1757.
Berregaard opførte 1766 Kølbygårds nu nedrevne hovedbygning.
Han blev 27. november 1749 i Slagelse gift med Beata Antonia Augusta rigsgrevinde af Reuss-Lobenstein (6. april 1723 i Halle – 19. november 1797 i Slagelse), en datter af grev Henrik XXIII af Reuss-Lobenstein (1680-1723) og rigsfriherreinde Beate Henriette von Söhlenthal (1696-1757). Svigermoderen overtog godsejerne efter hans død.
Han er begravet i Thisted Kirke. Der findes et portrætmaleri af ham malet af Georg Mathias Fuchs 1769 (i familieeje).